# 仲巴呼图克图洛桑金巴
洛桑金巴（藏語：བློ་བཟང་སྦྱིན་པ་），通称仲巴呼图克图（དྲུང་པ་ཧོ་ཐོག་ཐུ་），生于后藏香地的扎西孜地方。第十三世东宝·仲巴活佛。

## 生平
洛桑金巴的父亲叫塘拉，母亲是众敬王的后裔。某夜，塘拉梦见桑耶寺的护法神白哈尔说：“莲花生把一位掘藏师邀请到你家来了。”塘拉问： “掘藏师从何方而来?”白哈尔回答： “从康区噶陀来”。不久，塘拉的妻子生下一个男孩，塘拉为其取名“洛桑金巴”。
9岁时，洛桑金巴赴噶陀寺朝拜，被光明广境虚空大瑜伽行者、掘藏大师仁真龙色宁布（一世）认定为第十三世仲巴活佛。洛桑金巴拜仁真龙色宁布为根本上师，依止其修习宁玛派旧伏藏法，以及仁真龙色宁布的新伏藏法。其间，洛桑金巴的弟弟被认定为五世班禅的转世灵童，即后来的六世班禅。
29岁时，洛桑金巴赴西藏朝拜冈底斯山，向大力金刚手菩萨供养珍宝并祈祷后，在暮色中入定，在定境中来到兜率天内院，见到弥勒菩萨，并获天女献供。日出时，洛桑金巴自定中出，听见人说： “应把那已死亡的瑜伽师火化掉。”洛桑金巴便站起来向讲话者合十言道：“谢谢你的关心！”洛桑金巴意识到其所抵净土为弥勒菩萨传授《慈氏五论》之净土，乃在当地兴建讲授《慈氏五论》的大经院。随后，洛桑金巴赴桑耶寺闭关三年，并且在桑耶寺附近的山中发掘出一部《伏藏玛尼宝论》。因其学识渊博、修证高深，1756年获七世达赖任命为香拉普布寺堪布。1766年，扎什伦布寺的大强佐（又称“札萨”，即总管）洛桑茨旺圆寂后，洛桑金巴于次年被迎请为扎什伦布寺大强佐，八世达赖派内侍向六世班禅和洛桑金巴献礼祝贺，洛桑金巴乃代表六世班禅面见八世达赖，献上供养致谢。此后，洛桑金巴随同六世班禅赴卫藏弘法，并曾多次拜见达赖。1777年，随六世班禅赴拉萨为八世达赖授教，获八世达赖奖赏。
因在佛法上的造诣及管理扎什伦布寺之功，洛桑金巴被清朝朝廷封为“呼圖克圖”（职衔），称“仲巴呼图克图”。这是仲巴活佛系统首次被封为呼图克图。乾隆四十五年（1780年），仲巴呼图克图随六世班禅到北京为乾隆帝七十大寿祝福。六世班禅因病在北京圆寂后，仲巴呼图克图获乾隆帝敕赐“额尔德木图诺门罕”名号。仲巴呼图克图率僧众护送六世班禅法体回到西藏。
乾隆四十五年十月二十四日，乾隆帝拟封赏仲巴呼图克图，文未发而六世班禅圆寂，遂于其后十一月初六日添改文中两段文字，复行进呈。全文如下：

敕谕班禅之兄仲巴呼图克图賜名号

乾隆四十五年十月二十四日：奉天承运皇帝敕谕班禅额尔德尼下商卓特巴仲巴呼图克图：尔为班禅额尔德尼之兄，且任商卓特巴之职，随班禅额尔德尼远道入觐，朕极赏识。（十一月初六日改添：正欲施恩，不料班禅额尔德尼猝然圆寂，朕不胜恻然，对尔益加悯爱。尔其节哀，伹当尽心办理喇嘛事务，虔诚诵经，祈祷呼毕勒罕尽早转世。）尔为大呼图克图，谙悉经典，朕为振兴黄教，特此施恩，赏尔“额尔德木图诺门罕”名号，随敕赏琥珀念珠一串、大哈达三十方、蟒缎三匹、锦缎三匹、黄大缎三匹、红大缎三匹、漳绒三匹。尔当感激朕恩，尽心尽职。（十一月初六日改添：谨慎侍奉喇嘛舍利，管束属下沙弥黑人等，俟明年返回扎什伦布，仍行虔诚诵经，努力祈祷喇嘛之呼毕勒罕尽速转世。）敬之勿怠。特谕。（将此于十一月初六日经修改复行进呈）《一史馆藏军机处满文班禅明发档》 
回到西藏后，仲巴呼图克图主持寻访并认定了六世班禅的转世灵童，获八世达赖的认可及清朝朝廷的批准，该转世灵童成为七世班禅。六世班禅的另一位兄长（也是仲巴呼图克图的弟弟）噶玛噶举派红帽系活佛夏玛巴认为，六世班禅遗留的大量财产他也应该有份继承。但仲巴呼图克图不同意分财产给夏玛巴，其理由一是教派不同（班禅属格鲁派，夏玛巴属噶玛噶举派），二是财产应属扎什伦布寺公有财产，仲巴呼图克图和夏玛巴这兄弟二人均无权据为己有。夏玛巴乃勾结廓尔喀人入侵并掠夺扎什伦布寺财产。清朝驱逐了廓尔喀入侵者之后，夏玛巴畏罪自杀，夏玛巴活佛转世系统遂被清朝朝廷取消。仲巴呼图克图由于未能保住扎什伦布寺财产，被乾隆帝召回北京，本拟对其治罪，但念其为六世班禅之兄，又是高僧，以前做过不少贡献，故最终未治其罪，而是将其安置在六世班禅居住过的德寿寺净居。这段历史也被乾隆帝写入《喇嘛说》中。当时，木氏土司以及平西王吴三桂的后裔对清朝朝廷的稳定构成威胁。乾隆帝遂遣仲巴呼图克图赴康南，管理川西、滇北、藏东的宗教事务。
其间，雪域三大圣地之一的云南德钦太子雪山的山神卡瓦噶布以及众空行迎请仲巴呼图克图去该雪山转法轮。大神卡瓦噶布发愿做东宝·仲巴活佛的护法神，东宝·仲巴活佛乃请示他的本尊，他的本尊为他授记，说他和太子雪山深有法缘。他遂按照本尊的指示，抵达太子雪山，调伏了太子雪山许多男女罗刹，发掘出许多伏藏并广布天下，使德钦地区的外道“黑苯”皈依佛门。他还在太子雪山对面兴建了飞来寺，从噶陀寺迎请了两尊释迦牟尼佛像，一尊供奉在飞来寺，另一尊供奉在德钦燕门的禹公寺。为佛像开光后，他在释迦牟尼佛像前供献了珍宝、曼达、宝伞、宝幢、明灯、宝座等等，请求加持该地区的众生。因释迦牟尼佛的加持，空行为其授记道： “得道的大德，你的缘分在江地，前往江地将会得大成就，东宝·仲巴·南喀嘉措的名声将布满三界。”仲巴呼图克图驻锡飞来寺期间，先后赴云南德钦、中甸、丽江、大理等地传法。
晚年，仲巴呼图克图对其转世作了明确预言，并且在布上绘图标出了来世出生的地点，随后在禅定中圆寂。此后，仲巴活佛便转世于康区。